# Robin Wells
Robin Elizabeth Wells (1959) è un'economista e saggista statunitense.

## Biografia
Wells ha conseguito una laurea presso l'Università di Chicago e un dottorato presso l'Università della California a Berkeley. Dopo aver conseguito il dottorato in economia presso la UC Berkeley, Wells ha ottenuto una borsa di studio post-dottorato presso il Massachusetts Institute of Technology. Ha insegnato o svolto ricerche presso l'Università del Michigan, l'Università di Southampton, la Stanford University, il MIT e l'Università di Princeton.
Wells è coautrice di numerosi libri di economia con suo marito, l'economista Paul Krugman, di Macroeconomia e Microeconomia, che si collocano tra i libri di testo di economia più venduti utilizzati nelle università statunitensi oggi. Per The Occupy Handbook, Wells è stata redattrice ospite e ha contribuito con un articolo originale. È una scrittrice frequente sul The Guardian online, ha pubblicato articoli su riviste economiche e tiene un blog per l' Huffington Post. Con il marito, è autrice di articoli e recensioni di libri per The New York Review of Books. Wells insegna Forrest Yoga a Princeton, nel New Jersey.